# レンブラントライティング

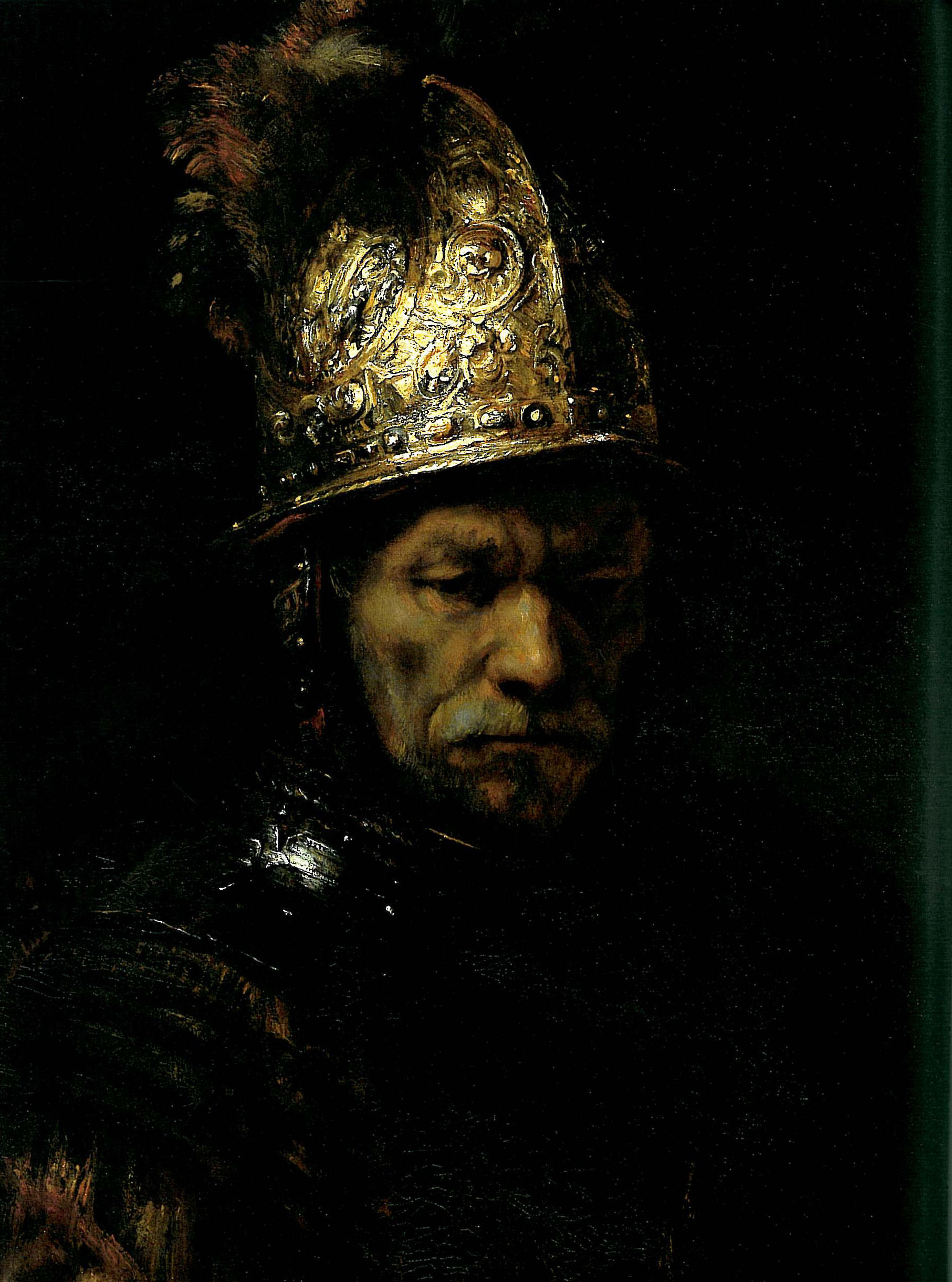
かつて、レンブラントの作品とされていた
『黄金の兜をかぶった男』
このような光の当たり方を再現したのがレンブラントライティングである。

レンブラントライティング（英: Rembrandt lighting）は斜め上の光源により顔の陰影を際立たせる人物撮影の照明技法である。レンブラント照明、レンブラントライトとも。

## 概要
レンブラントライティングは、光源を斜め45度ぐらいの角度でやや上方から当て、人の顔の場合、影になる顔半分の頬骨辺りに三角形の光（レンブラントパッチ）を作ることででき、顔の立体感、陰影が強調される。
画家のレンブラント・ファン・レインが、ポートレートを描くために使ったと言われている採光方法に由来するため「レンブラント」ライティングと呼ばれている。なお、レンブラント・ファン・レインは決してレンブラントライトのような採光方法ばかりを使っていたわけではない。
レンブラントライティングは照明技法であり、カメラと被写体の位置関係に依らない。カメラのアングルが変化しても光源が鼻筋に対し45度であればレンブラントライティングである（#カメラポジションに基づく分類）。
最も基本的なレンブラントライティングは照明一灯とレフ板一枚で作ることができる。多くの場合、陰影が強くなってしまうため、影側から補助光を当てたり、ループライティング（後述）のような陰影を柔らかくする工夫、あるいはその両方を行うというのが一般的である。

## レンブラントパッチ
レンブラントパッチ（英: rembrandt patch）はレンブラントライティングにより発生する、頬眼窩下部の明るい逆三角形である。レンブラントトライアングル（英: rembrandt triangle）とも。
パッチの大きさや形状は光源の種類・強度・角度などに依存する。

### レンブラントパッチの原理

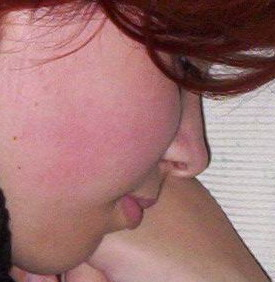
頬眼窩下部の凸（横顔）

ヒトの顔面は大雑把には球面であり、斜め光源を用いると顔の半分が明るくもう半分が暗く見える（陰になる）。だが実際の顔面は球面上に凹凸をもつ。鼻と頬に着目すると、鼻の脇は深い凹となりそこから頬の眼窩下部（頬骨周り）が高い凸になっている（その後は耳の方へ球面状に回り込んでいく）。そのため斜めの光が陰側の頬の眼窩下部へ垂直寄りで投射する。これによりこの領域が明るく見える。
鼻の影も重要な役割を果たす。顔の正中には鼻が隆起しているため、鼻は陰側の顔面に影を落とす。頬の眼窩下部がある程度高さのある凸になっているため、鼻の影は鼻と頬のあいだまで落ちることになる。
これが組み合わさることで逆三角形の明るい領域（レンブラントパッチ）が発生する。外縁は凸から球面への移行で現れる陰（self shadow）であり、内縁は鼻の影の縁（cast shadow）である。

## 分類

### カメラポジションに基づく分類
レンブラントライティングは照明技法であり、カメラのポジションやアングルと原理的には独立している。しかしレンブラントライティングの微調整（例: 照明移動によるレンブラントパッチの形状調整）は最終的な画を意識しておこなわれるものであり、実務的にはカメラポジション/アングルごとにレンブラントライティングの傾向が異なる。このような背景からカメラポジション/アングルに基づいたレンブラントライティングの分類がしばしばなされる。以下はその一例である。

#### ブロードレンブラントライティング
ブロードレンブラントライティングはカメラの位置を順光に近くなる位置に寄せたレンブラントライティングである。
カメラに向いた顔の広い面積が明るくなるので、「ブロード」と付いている。人の顔の場合、奥の頬に三角形のハイライトができる。

#### ショートレンブラントライティング
ショートレンブラントライティングはカメラの位置を逆光に近くなる位置に寄せたレンブラントライティングである。
カメラの光軸に対して、右手より直角に入る光となり、明るい部分の少ない影中心の表現となる。

#### プロフィール
プロフィールは横顔を半逆光で照らして撮影するレンブラントライティングである。

## 関連したライティング技法

### ループライティング
レンブラントライティングの陰影を柔らかくするために生まれたライティング技法で、鼻の左側にできる影の形が輪っか状になることからこの名前がきている。レンブラントライティングより、光源の高さが低く、カメラマン寄りとなっており、光が顔に当たる角度がやや正面に近くなる。